# Nationalsport
En nationalsport är en idrott som anses särskilt kulturellt viktig för ett land. Den har ofta en lång tradition och bidrar till den nationella identiteten. En del nationalsporter är officiellt fastställda av respektive nations politiska ledning, men i många fall talar man inofficiellt om nationalsporter och ofta används begreppet synonymt med folksport om idrotter som är särskilt spridda i landet.
I Sverige har Svenska Fotbollförbundet stundtals marknadsfört fotbollen under parollen Nationalsporten. 

## Officiella nationalsporter
Följande länder har officiella nationalsporter. Det behöver inte innebära att sporterna är respektive lands mest utövade eller populära sport.
- Argentina: Pato, polo-liknande spel, nationalsport sedan 1953 [2]
- Bangladesh: Kabaddi, en kampsport för lag, nationalsport sedan 1972 [3]
- Chile: Chilensk Rodeo, nationalsport sedan 1962[4]
- Colombia: Tejo, ett spel där man kastar metallskivor mot mål, nationalsport sedan 2000 [5]
- Kanada: Lacrosse, sommarnationalsport, ishockey, vinternationalsport, båda sedan 1994[6]
- Kina: Bordtennis
- Mexiko: Charrería, en rodeo-lik sport, nationalsport sedan 1933[7]
- Sri Lanka: Volleyboll, nationalsport sedan 1991[8]
- Uruguay: destrezas criollas, nationalsport sedan 2006[9]